# Wu-Tang: Taste the Pain
Wu-Tang: Taste the Pain è un videogioco del 1999 sviluppato da Paradox Development e pubblicato da Activision per PlayStation. Distribuito in America settentrionale con il titolo Wu-Tang: Shaolin Style, è un picchiaduro multigiocatore dedicato al gruppo musicale hip hop Wu-Tang Clan. Il videogioco utilizza il motore grafico di Thrill Kill.